# Судбищенское сельское поселение
Судбищенское се́льское поселе́ние — муниципальное образование в Новодеревеньковском районе Орловской области Российской Федерации.
Административный центр — село Судбище.

## История
Статус и границы сельского поселения установлены Законом Орловской области от 12 мая 2004 года № 401-ОЗ «О статусе, границах и административных центрах муниципальных образований на территории Новодеревеньковского района Орловской области»

## Население
| 2010 | 2012 | 2013 | 2014 | 2015 | 2016 | 2017 |
| ---- | ---- | ---- | ---- | ---- | ---- | ---- |
| 885  | ↘839 | ↘824 | ↘780 | ↘761 | ↘726 | ↘714 |
| 2018 | 2019 | 2020 | 2021 | 2023 |      |      |
| ↘692 | ↘674 | ↘657 | ↗730 | ↘714 |      |      |

## Состав сельского поселения
| №  | Населённый пункт | Тип населённого пункта       | Население |
| -- | ---------------- | ---------------------------- | --------- |
| 1  | Агибалово        | деревня                      | 0         |
| 2  | Васильевка       | деревня                      | 19        |
| 3  | Голяевка         | деревня                      | ↘0        |
| 4  | Дементьевка      | деревня                      | ↘173      |
| 5  | Домны            | деревня                      | ↘40       |
| 6  | Дубровка         | деревня                      | ↘166      |
| 7  | Залесное         | село                         | 43        |
| 8  | Котовка          | деревня                      | ↘0        |
| 9  | Красная Нива     | деревня                      | 0         |
| 10 | Новолутовиново   | деревня                      | 36        |
| 11 | Платава          | деревня                      | 0         |
| 12 | Плоское          | деревня                      | ↘1        |
| 13 | Рогачёвка        | деревня                      | 25        |
| 14 | Судбище          | село, административный центр | ↘380      |
| 15 | Удерёвка         | деревня                      | 0         |